# Phrynops hilarii
Phrynops hilarii hay rùa đầu cóc Hilaire là một loài rùa trong họ Chelidae. Loài này được Duméril & Bibron mô tả khoa học đầu tiên năm 1835.

## Hình ảnh

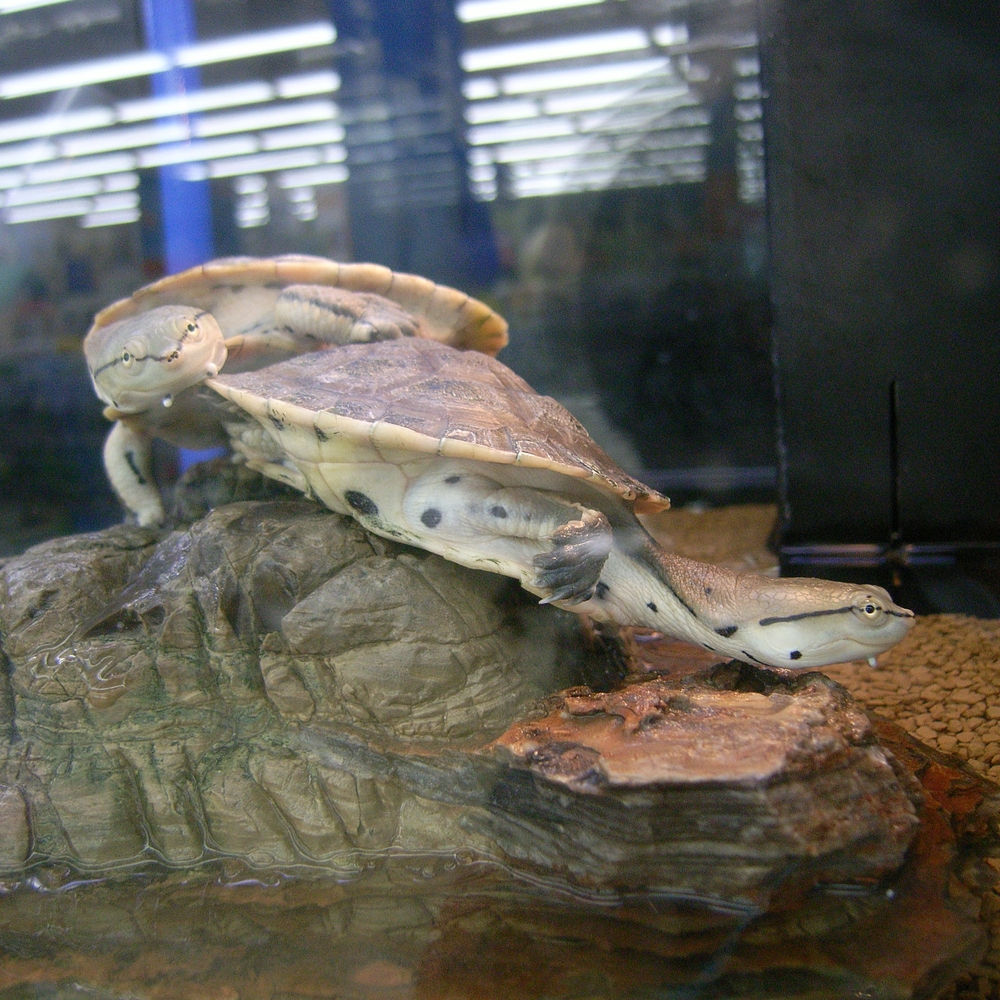
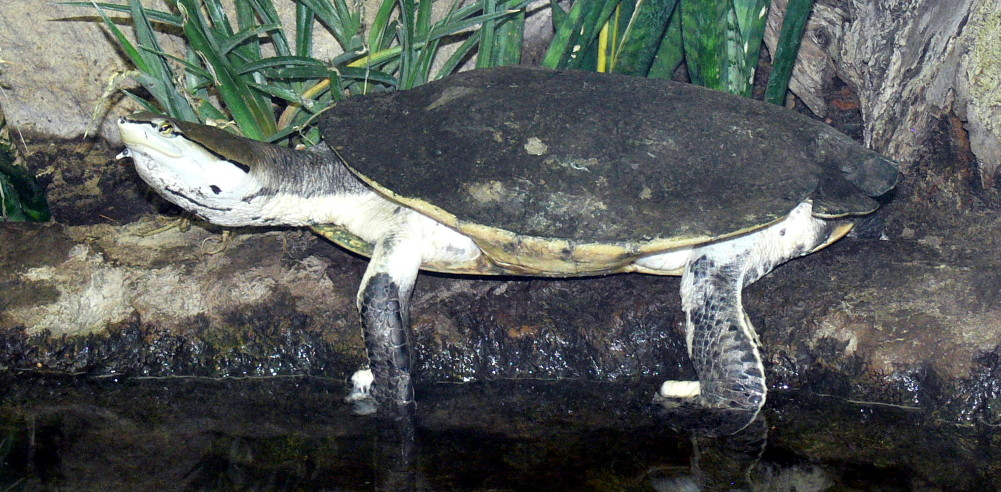
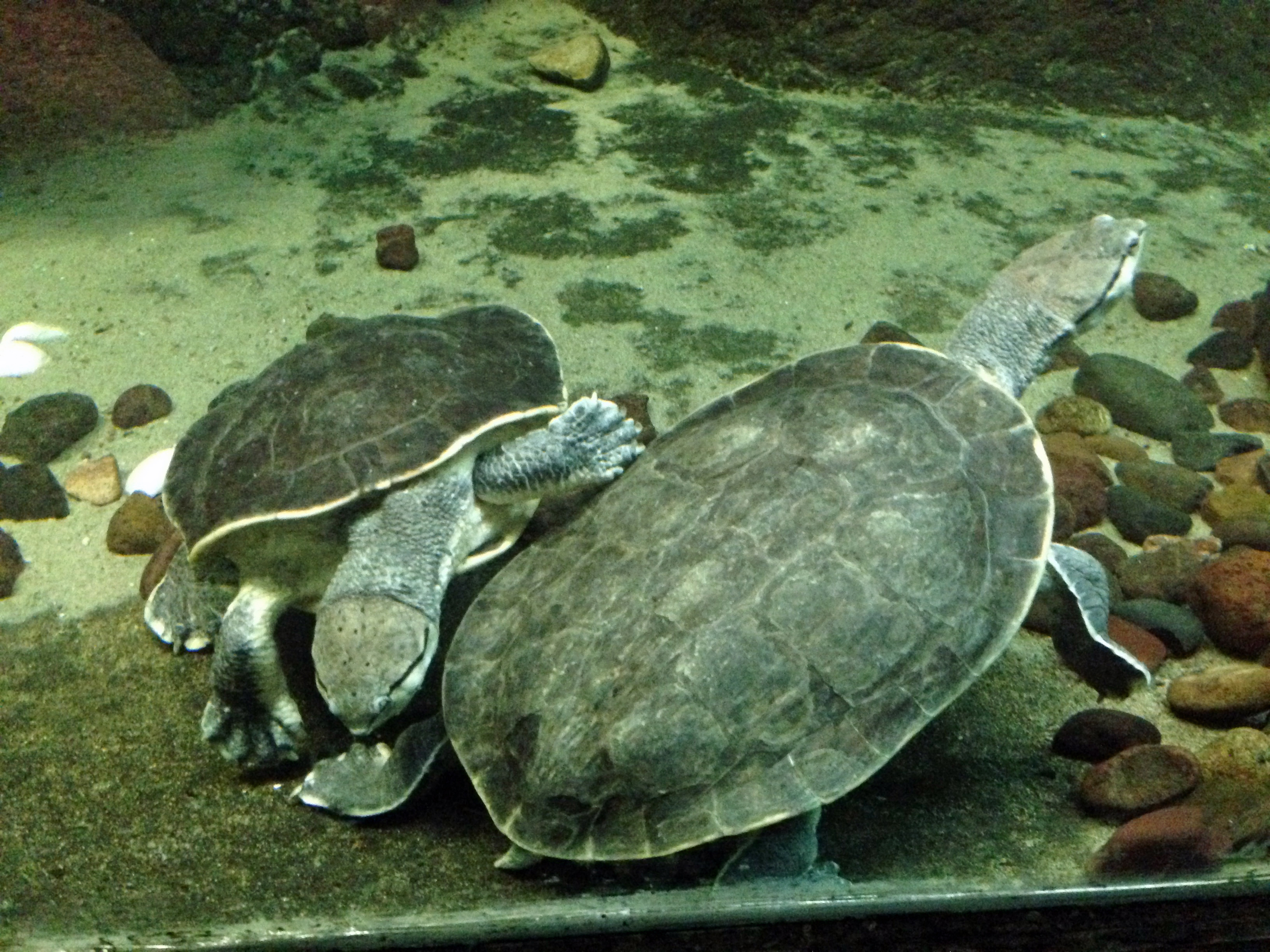